# Centro Benemauk
Centro Benemauk (Centro Benemauc, Centro Benamauc)  war ein Suco des osttimoresischen Distrikts Dili. Er befand sich im Osten der Landeshauptstadt Dili und gehörte zum Subdistrikt Dili Timur. Mit dem Diploma Ministerial n.° 6/2003 wurde Centro Benemauk zum Suco Becora hinzugeschlagen. Das Gebiet Benamaucs östlich des Flusses Benamauc und nördlich der Überlandstraße von Dili nach Hera kamen zum Suco Camea. 2015 wurden auch das Gebiet südlich der Straße Camea angeschlossen.